# Palestinagrupperna i Sverige
Palestinagrupperna i Sverige (PGS) är en svensk lobbyorganisation som, enligt egen beskrivning, arbetar "för solidaritet med det palestinska folket på grundval av FN:s beslut och folkrätten" . Organisationen grundades 1976 genom samgående av lokala Palestinagrupper. Ordförande är Roberto Tamayo Hokkanen. Organisationen publicerar tidskriften Palestina Nu.
Organisationen skriver själva på sin webbplats: "Vi tar tydligt ställning för den svagare parten i Palestinakonflikten och stöder det palestinska folkets strävanden efter nationellt oberoende och bildandet av en palestinsk stat. Denna kamp ser vi som en omistlig del i strävandena att skapa fred i Mellanöstern. Utan en rättvis lösning på Palestinakonflikten kan fred aldrig uppnås." 
Organisationen verkar bland annat för införande av en ekonomisk bojkott gentemot Israel.